# موريس نيل اندروز
موريس نيل اندروز (بالإنجليزية: Maurice Neil Andrews)‏ هو قاضي ومحامي أمريكي، ولد في 24 ديسمبر 1894، وتوفي في 31 أغسطس 1967.